# Restauração do Sistema
A Restauração do Sistema (Restauro do Sistema, na sua versão em português lusitano), ou System Restore (do seu nome em inglês), é uma ferramenta presente no Microsoft Windows que permite o usuário a reverter o estado do computador (incluindo arquivos de sistema, aplicativos instalados, Registro do Windows, e configurações do sistema) para um específico período, podendo ser usado para recuperar o sistema de mal-funcionamento ou outros problemas. Inicialmente introduzido no Windows ME, está presente em todas as versões para desktop do Windows desde seu lançamento, exceto pelo Windows Server. No Windows 10, a Restauração do Sistema está desativada por padrão, e deve ser habilitada pelo próprio usuário para funcionar. Seu executável é rstrui.exe. Pode ser acessada pelo menu Iniciar, Todos os Programas, Acessórios, Ferramentas do Sistema e Restauração do Sistema, ou digitando rstrui sem aspas no comando Executar (Tecla de logotipo Windows + R)
Em versões posteriores do Windows, a ferramenta foi baseada em um filtro que "assistia" as alterações para uma gama de extensões de arquivos, e então copiava-os antes destes serem reescritos.